# Postbox

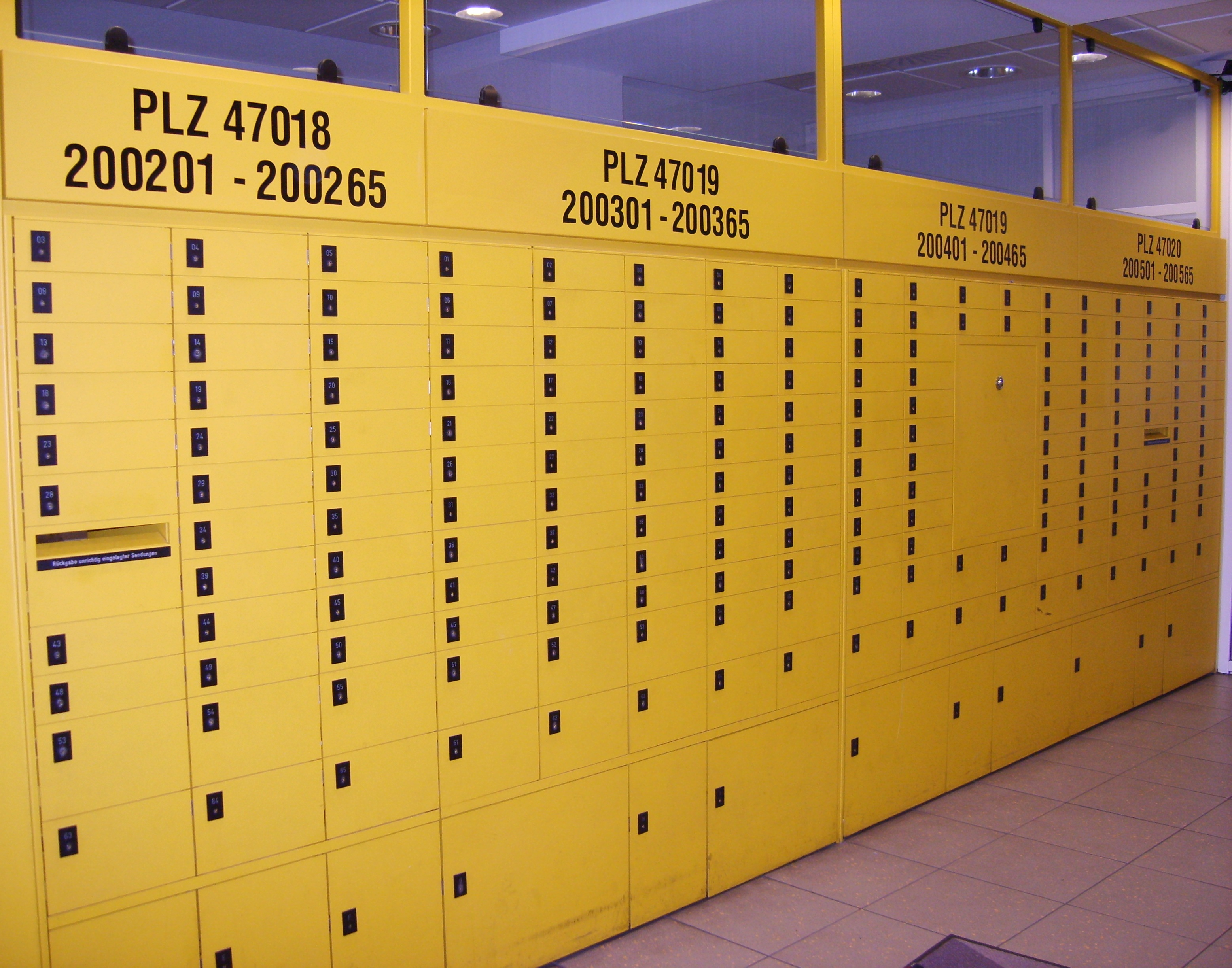
Postboxar i Tyskland.

Postbox, box (låda) till vilken post delas ut istället för till en gatuadress. I Sverige är det en tjänst som Postnord tillhandahåller till företag, organisationer och föreningar som då får en speciell postadress.
Det finns även andra företag som hyr ut postboxar till privatpersoner.